# Suzaku (satélite)

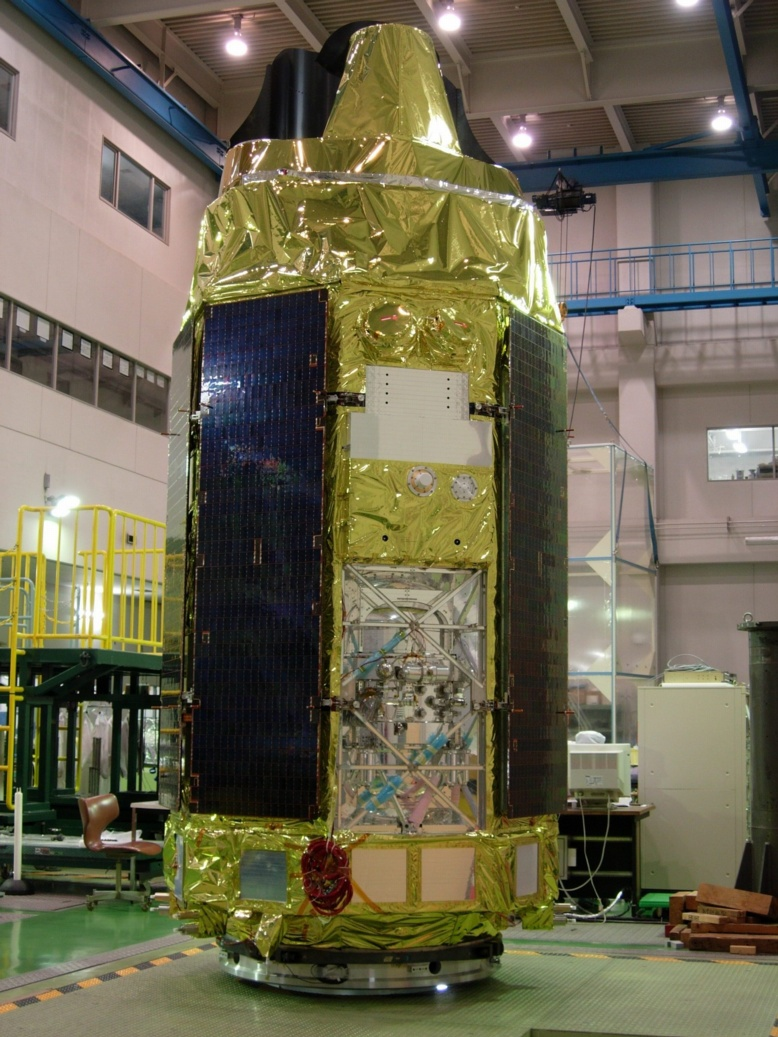
Suzaku / Astro-EII

Suzaku (em japonês, Fénix Bermellón do Sul), denominado ASTRO-EII ou ASTRO-E2 antes do lançamento, foi um observatório espacial japonês de raios X pertencente à JAXA. Foi lançado ao espaço no dia 10 de julho de 2005, às 03:30:00 UTC, por um foguete M-V a partir do Centro Espacial de Uchinoura (antes conhecido como Centro Espacial de Kagoshima).

## Características
O Suzaku foi o substituto do ASTRO-E, perdido em um lançamento fracassado em 10 de fevereiro de 2000 devido a problemas com o foguete lançador, um M-V.
Foi o quinto satélite de astronomia de raios X do Japão e o intervalo de energia que o mesmo pode observar vai de 0,3 keV a 700 keV. Seu objetivo é a obtenção de medições precisas de processos de alta energia em estrelas, remanescentes de supernova, galáxias e grupos de galáxias e do contorno das estrelas de nêutrons e buracos negros.

## Instrumentos
Leva a bordo quatro experimentos:
- XIS (X-ray Imaging Spectrometer, espectrômetro de imagens em raios X)
- XRS (X-ray Spectrometer, espectrômetro de raios X)
- HXD (Hard X-ray Detector, detector de raios X duros)
- XRT (X-Ray Telescope, telescópio de raios X)

Em 29 de julho de 2005 o satélite sofreu um problema no sistema de refrigeração que levou à perda de toda a reserva de hélio líquido a bordo em 8 de agosto do mesmo ano. A perda de refrigerante inutilizou o instrumento XRS, mas não afetou os equipamentos restantes.